# Brežiček
Brežiček je eden izvornih krakov ponikalne reke Obrh na Loškem polju v občini Loška dolina in spada med vodotoke iz porečja Ljubljanice. Izvira v naselju Lož, teče skozi Stari trg pri Ložu in se pri zaselku Marof kot desni pritok izliva v Veliki Obrh.